# 佐藤飛鳥
佐藤 飛鳥（さとう あすか、1988年3月11日 - ）は、日本の女性ファッションモデルである。所属事務所はインセント。

## 人物
- 趣味は、歩くこと、料理、ライブに行くこと。
- 書道六段の腕前をもつ。
- 得意なスポーツはバレーボール、テニス[2]。
- 東京都立三田高等学校卒業。

## 活動

### 雑誌
- 『Ray』（主婦の友社）
- 『Soup』
- 『NaiL　CutE』
- 『mina』（主婦の友社）
- 『non-no』（集英社）

- 神田うのウェディング
- 西山茉希ウェディング
- adidasコレクション
- ZACCヘアショー　in　台湾
- 表参道コレクション

### CM
- au

### テレビ番組
- ウーマン・オン・ザ・プラネット（2013年1月19日 - 、日本テレビ）